# Museu de História da Religião

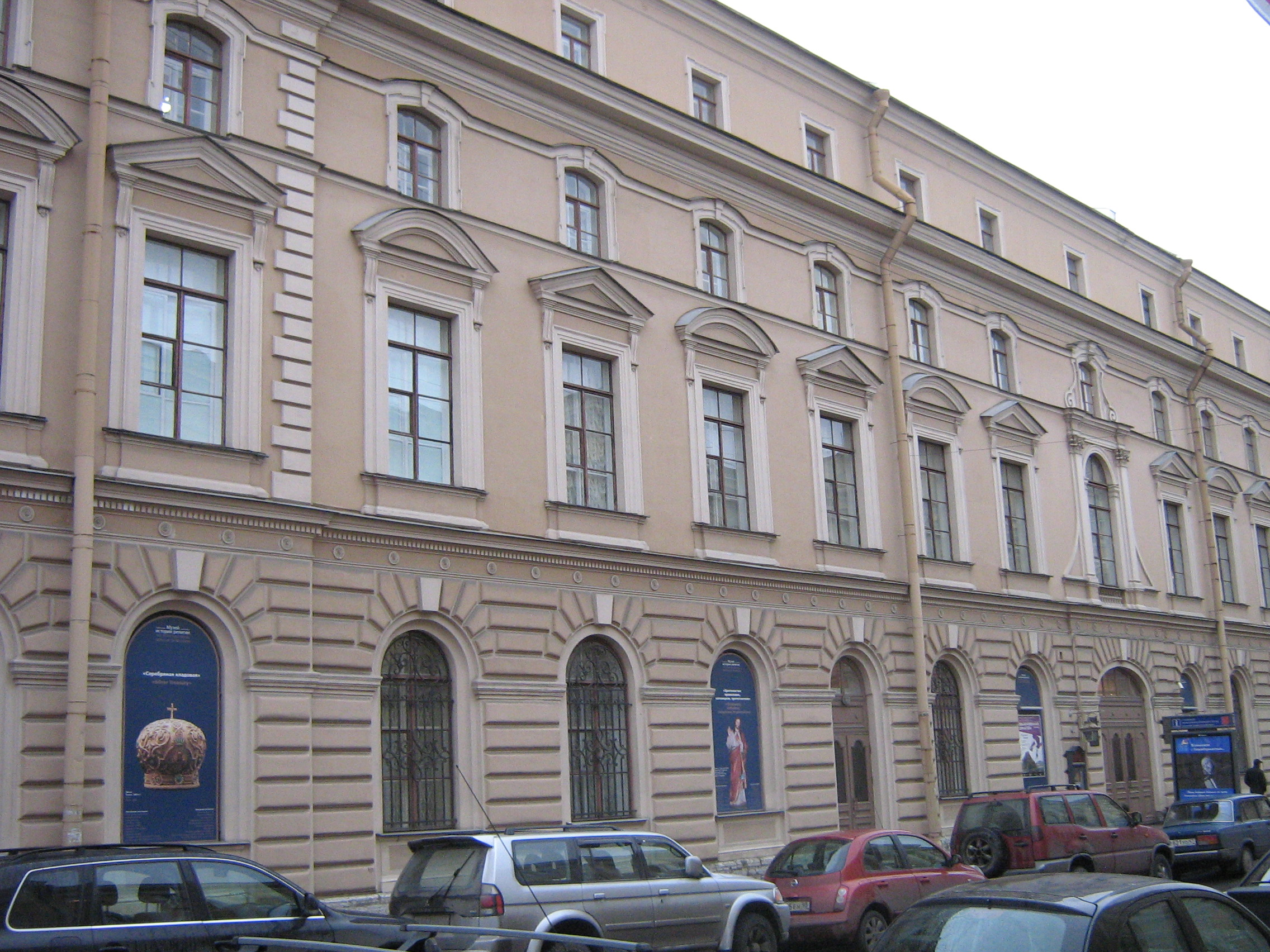
Museu de História da Religião, em São Petersburgo

O Museu de História da Religião é um museu em São Petersburgo, Rússia.